# Gran Enciclopèdia Catalana

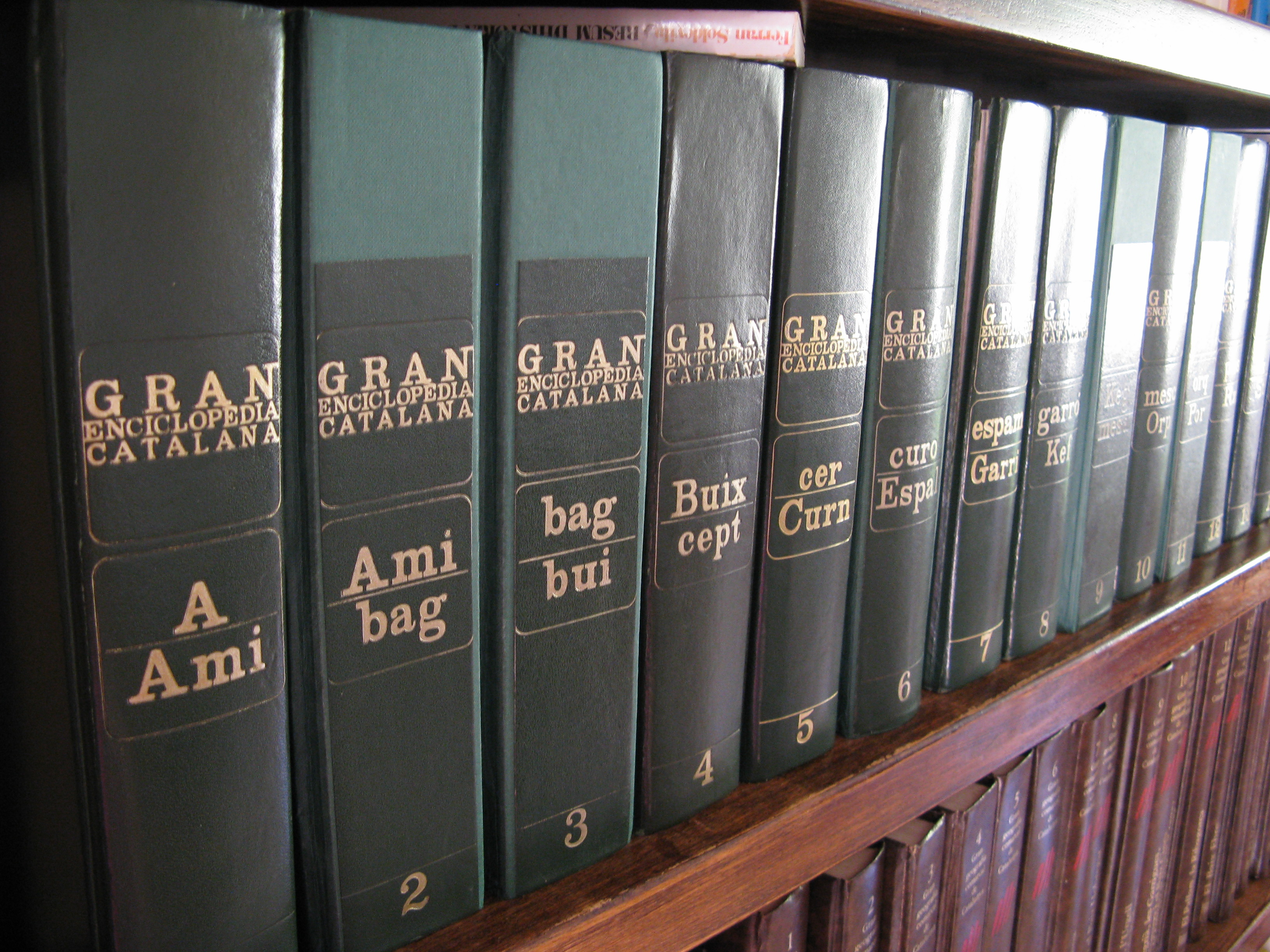
Die Gran Enciclopèdia Catalana in der ersten Auflage

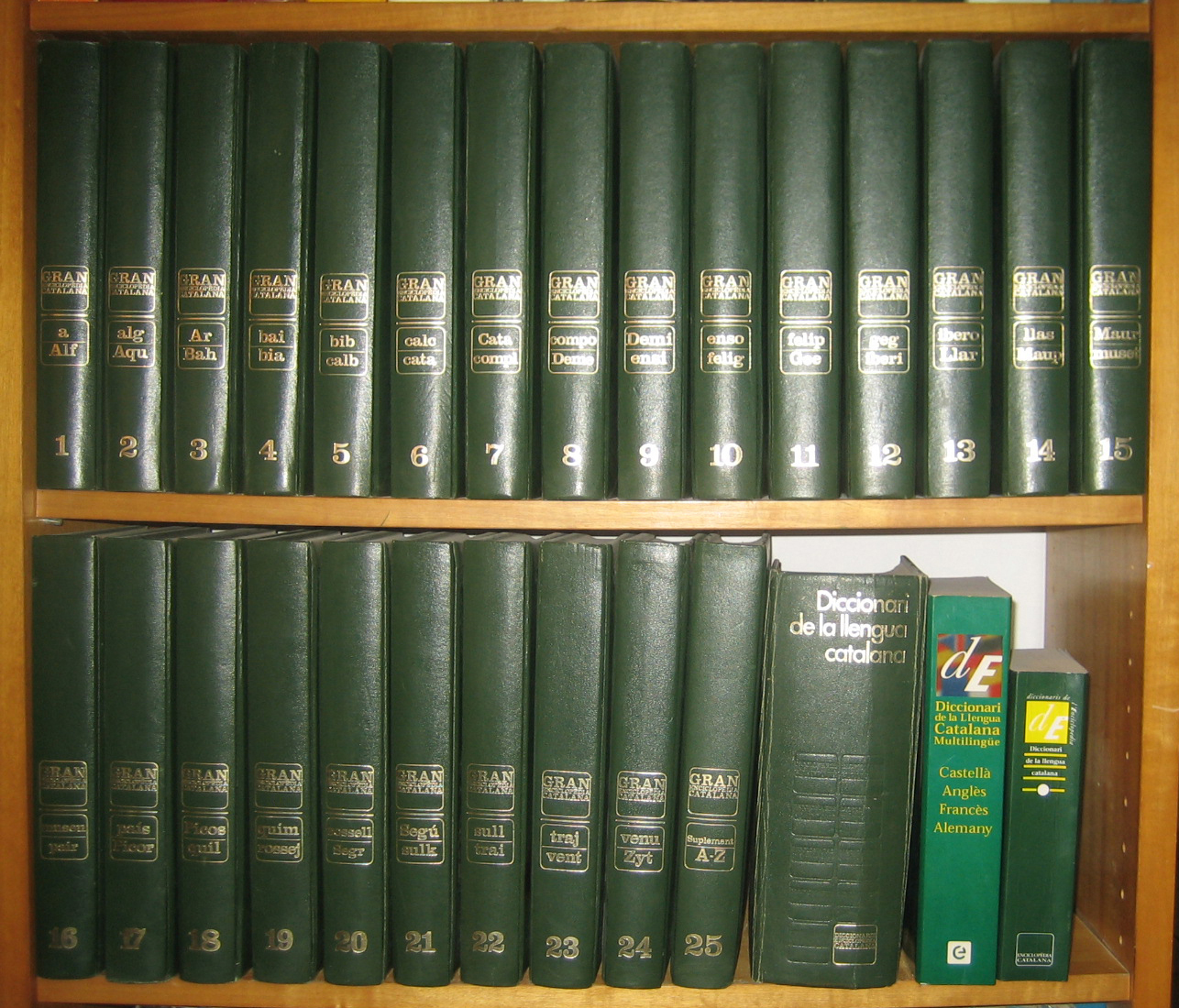
Die Gran Enciclopèdia Catalana in der zweiten Auflage

Die Gran Enciclopèdia Catalana (oft abgekürzt mit GEC) ist eine allgemeine Enzyklopädie in katalanischer Sprache. Sie ist gleichzeitig das Referenzwerk für die kulturelle, soziale und ökonomische Situation in den katalanischen Ländern.

## Auflagen und Ausgaben
Das Werk erschien von 1969 bis 1980 in einer ersten Auflage mit 15 Bänden und 6 Supplementbänden (Juli 1969–1980, Supplementbände 1983–2005, ISBN 84-300-5511-8 für das gesamte Werk), einem katalanischsprachigen Universalatlas (1983) und einem Supplement-Band A–Z (1983) unter der Redaktion von Edicions 62 S.A. (Band 1–3) und des Verlages Enciclopèdia Catalana S.A. (restliche Bände und Atlas). Die erste Auflage wurde unter der Gesamtleitung von Jordi Carbonell i Ballester (1965–1971) und Juan Carreras i Martì (1971–1980) betreut.
Eine zweite Auflage des Werkes in 24 Bänden (Juni 1986–Dezember 1989, ISBN 84-85194-81-0 für das gesamte Werk), ein Universalatlas in zweiter (1987), dritter (1991) und vierter Auflage (1993) sowie ein Supplement-Band A–Z (1993) erfolgte unter der Gesamtleitung von Juan Carreras i Martì und redaktioneller Leitung von Jesús M. Giralt i Radigales. Speziell für diese zweite Auflage erschienen bis 2002 viele Nachdrucke mit Aktualisierungen.
Von 1998 bis 2008 wurde unter dem Namen Hiperenciclopèdia eine kostenpflichtige elektronische Version der Enciclopèdia Catalana angeboten. In diese Version wurde das Gran Diccionari de la Llengua Catalana (‚Das große Wörterbuch der katalanischen Sprache‘) integriert. Seit März 2013 steht das Portal enciclopedia.cat im Internet zur Verfügung, das die Inhalte der „Gran Enciclopèdia Catalana“ (2. Auflage), des „Gran diccionari de la llengua catalana“ und weiterer Werke des Verlages Grupo Enciclopèdia Catalana kostenfrei zur Verfügung stellt.

### Die erste Auflage
- Gesamtwerk: Edicions 62, Barcelona, ISBN 84-300-5511-8
  - Band 1: A – AMI. 1969.
  - Band 2: AMI – BAG. 1970.
  - Band 3: BAG – BUI. 1971.
  - Band 4: BUIX – CEPT. 1973, ISBN 84-85194-04-7.
  - Band 5: CER – CURN. 1973, ISBN 84-300-5737-4.
  - Band 6: CURO – ESPAL. 1974, ISBN 84-85194-06-3.
  - Band 7: ESPAM – GARRI. 1974, ISBN 84-300-6029-4.
  - Band 8: GARRÓ – KEF. 1975, ISBN 84-85194-00-4.
  - Band 9: KEG – MESA. 1976, ISBN 84-85194-02-0.
  - Band 10: MESC – ORP. 1977, ISBN 84-85194-03-9.
  - Band 11: ORQ – POR. 1978, ISBN 84-85194-05-5.
  - Band 12: POS – RZ. 1978, ISBN 84-85194-07-1.
  - Band 13: S – ST. 1979, ISBN 84-85194-08-X.
  - Band 14: SU – TZ. 1980, ISBN 84-85194-10-1.
  - Band 15: U – ZW. 1980, ISBN 84-85194-11-X.
  - Band 16: Suplement A – Z. 1983, ISBN 84-85194-37-3.
  - Band 17: Segon Suplement A – Z. 1989, ISBN 84-7739-091-6.
  - Band 18: Tercer Suplement A – Z. 1993, ISBN 84-7739-460-1.
  - Band 19: Quart Suplement A – Z. 1997, ISBN 84-412-2783-7.
  - Band 20: Cinquè Suplement A – Z. 2001, ISBN 84-412-0732-1.
  - Band 21: Sisè Suplement A – Z. 2005, ISBN 84-412-1401-8.

### Die zweite Auflage
- Gesamtwerk: Edicions 62, Barcelona, ISBN 84-85194-81-0.
  - Band 1: A – ALF. 1986, ISBN 84-85194-82-9.
  - Band 2: ALG – AQU. 1986, ISBN 84-85194-83-7.
  - Band 3: AR – BAH. 1986, ISBN 84-85194-85-3.
  - Band 4: BAI – BIA. 1986, ISBN 84-85194-86-1.
  - Band 5: BIB – CALB. 1986, ISBN 84-85194-89-6.
  - Band 6: CALC – CATA. 1986, ISBN 84-85194-90-X.
  - Band 7: CATA – COMPL. 1987, ISBN 84-85194-95-0.
  - Band 8: COMPO – DEME. 1987, ISBN 84-85194-96-9.
  - Band 9: DEMI – ENSI. 1987, ISBN 84-7739-003-7.
  - Band 10: ENSO – FELIG. 1987, ISBN 84-7739-004-5.
  - Band 11: FELIP – GEE. 1987, ISBN 84-7739-006-1.
  - Band 12: GEG – IBERI. 1987, ISBN 84-7739-007-X.
  - Band 13: IBERO – LLAR. 1987, ISBN 84-7739-008-8.
  - Band 14: LLAS – MAUP. 1987, ISBN 84-7739-011-8.
  - Band 15: MAUR – MUSET. 1988, ISBN 84-7739-012-6.
  - Band 16: MUSEU – PAIR. 1988, ISBN 84-7739-014-2.
  - Band 17: PAÍS – PICOR. 1988, ISBN 84-7739-017-7.
  - Band 18: PICOS – QUIL. 1988, ISBN 84-7739-018-5.
  - Band 19: QUIM – ROSSEJ. 1988, ISBN 84-7739-020-7.
  - Band 20: ROSSELL – SEGR. 1988, ISBN 84-7739-021-5.
  - Band 21: SEGÚ – SULK. 1989, ISBN 84-7739-063-0.
  - Band 22: SULL – TRAI. 1989, ISBN 84-7739-064-9.
  - Band 23: TRAJ – VENT. 1989, ISBN 84-7739-099-1.
  - Band 24: VENU – ZYT. 1989, ISBN 84-7739-100-9.
  - Band 25: Suplement A – Z. 1993, ISBN 84-7739-459-8.
  - Band 26: ?
  - Band 27: Suplement 2002 A – Z. 2002, ISBN 84-412-0877-8.
  - Band 28: Suplement 2006 A – Z. 2006, ISBN 84-412-1406-9.
  - Band 29: Suplement 2009 A – Z. 2009, ISBN 978-84-412-1896-3.
  - Band 30: Suplement 2012 A – Z. 2012, ISBN 978-84-412-2194-9.

### Der Atlas
- Atles Universal Català. 1. Auflage. Barcelona 1983, ISBN 84-85194-41-1.
- Atles Universal Català. 2. Auflage. Barcelona 1987.
- Atles Universal Català. 3. Auflage. Barcelona 1991.
- Atles Universal Català. 4. Auflage. Barcelona 1993, ISBN 84-7739-462-8.

## Wertungen und Auszeichnungen
Die Gran Enciclopèdia Catalana gewann große Popularität und wurde sehr gut verkauft. Der Grund lag in den gut recherchiert und ausgearbeiteten kulturellen, historischen oder geografischen Artikeln. 1991 wurde das Werk mit dem Creu de Sant Jordi, dem Kreuz des Heiligen Georg, ausgezeichnet, der höchsten Auszeichnung der katalanischen Regierung für außerordentliche Leistungen im Bereich der Kultur.